# Józef Konrad Paczoski
Józef Konrad Paczoski Иосиф Конрадович Пачоский, ( 8 de diciembre de 1864 en Białogródka, Wolhynien, Polonia) - † 14 de febrero de 1942 en Sierosław, Poznań) fue un botánico y profesor universitario polaco.

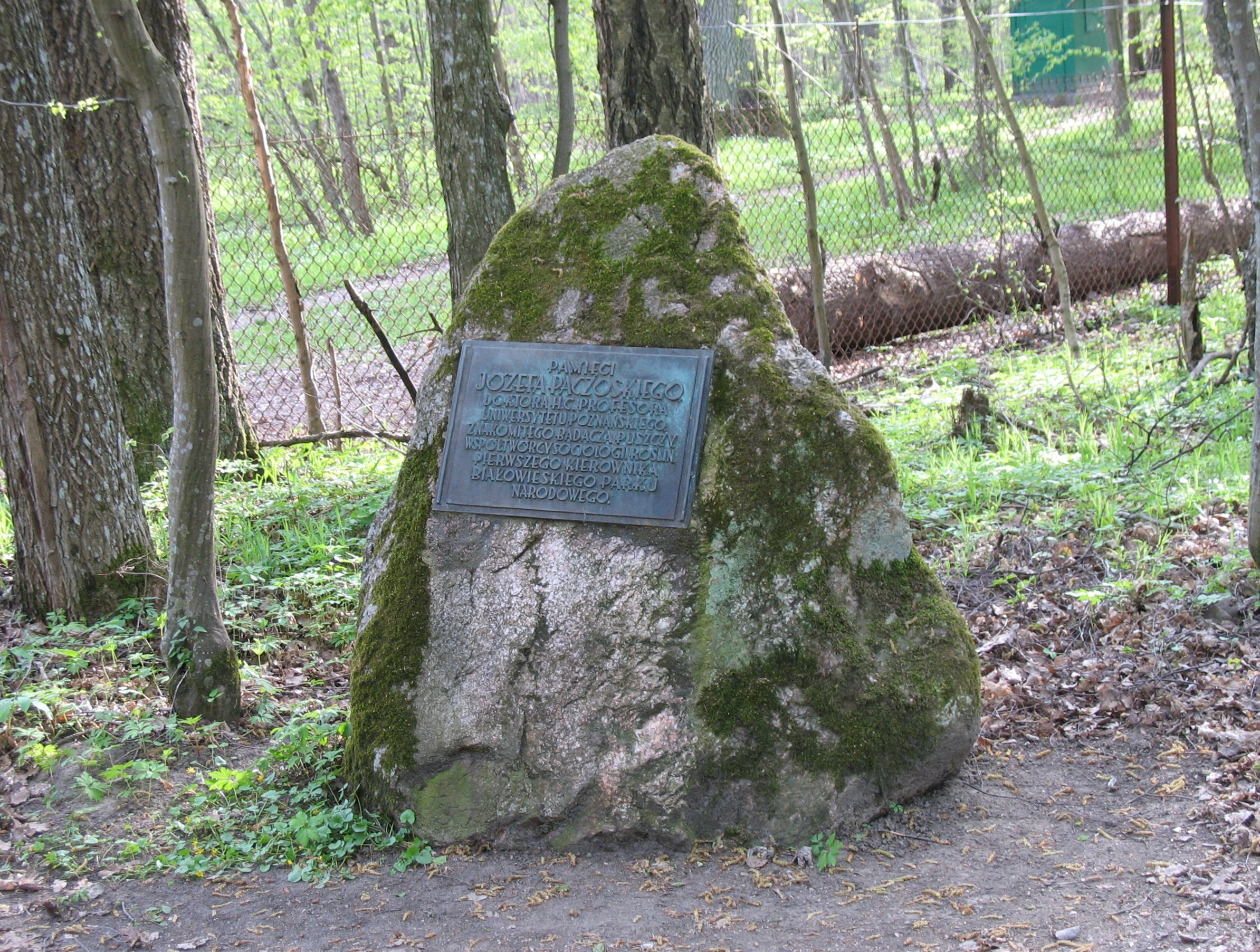
Placa funeraria, Parque nacional de Białowieża

## Biografía
Paczoski estudio botánica en 1887 en la Universidad de Cracovia y luego en la Universidad de Kiev. Influyente en Kiev fue el botánico Ivan Fjodorowitsch Schmalhausen.
Posterior a su estadía en San Petersburgo y Lemberg fundó el primer instituto superior de sociología vegetal en Poznań y fue cofundador de esa disciplina. Paczoski acuñó el concepto de „fitosociología“.

## Deceso
Murió en 1942 de un ataque al corazón, cuando se enteró de que su nieto había sido herido por la Gestapo (Polonia estaba ocupada en ese momento por la Alemania nazi).

## Honores

### Epónimos
Recuerdan a Paczoski:
- Allium paczoskianum Tuzson
- Centaurea paczoskyi Kotov ex Klokov
- Hieracium paczoskianum Sennikov
- Jurinea paczoskiana Iljin
- Pyrethrum paczoskii Zefirov
- Tanacetum paczoskii (Zefirov) Tzvelev
- Carex paczoskii Zapal.
- Lamium paczoskianum Vorosch.
- Chamaecytisus paczoskii (Krecz.) Klásk.
- Cytisus paczoskii Krecz.
- Onobrychis paczoskiana Kritska
- Gagea paczoskii (Zapal.) Grossheim
- Corydalis paczoskii Busch
- Papaver paczoskii Mikheev
- Pistolochia paczoskii (N.Busch) Soják
- Veronica paczoskiana Klokov

## Obras
- 1927 - Flora polska: Rośliny naczyniowe Polski i ziem ościennych. Dwuliścienne wolnopłatkowe: dwuokwiatowe. En colaboración con Władysław Szafer, Marian Raciborski, Bogumił Pawłowski, y Stanisław Kulczyński. Kraków:Polska Akademja Umiejętności.
- 1928 - Roślinność Puszczy Białowieskiej = La végétation de la Forêt de Białowieża. Varsovie.
- 1928 - Biologiczna struktura lasu. Sylwan.
- 1929 - Lasy Bośni = Die Wälder Bosniens; Lwów:Polskie Towarzystwo Leśne.
- 1930 - Lasy Białowieży.Państwowa Rada Ochrony Przyrody.Poznań:Monografje Naukowe.
- 1930 - Obszerna monografía przyrodnicza jeszcze sprzed formalnego utworzenia Parku.
- 1930 - Lasy Białowieży. Warszawa:Mon. Nauk.
- 1933 - Podstawowe zagadnienia geografji roślin. Poznań:Bibl. Botaniczna.
- 1935 - Piętrowość lasu. Poznań:Bibl. Botaniczna.
- La abreviatura «Pacz.» se emplea para indicar a Józef Konrad Paczoski como autoridad en la descripción y clasificación científica de los vegetales.[3]